# Porsgrunn
Porsgrunn è un comune e una città della contea di Telemark in Norvegia. 
Il territorio comunale, oltre al centro abitato di Porsgrunn comprende i soppressi comuni Eidanger e Brevik incorporati nel 1964.
Ha ricevuto lo status di città nel 1842.

## Geografia fisica
Il comune si trova al termine del tratto finale di una serie di canali e chiuse che partono da Skien e sfociano nello Skagerrak, un tratto del Mare del Nord tra Danimarca, Norvegia e Svezia.
Il centro abitato di Porsgrunn si trova nei pressi della foce del fiume omonimo, la parte orientale è quella commerciale mentre ad ovest si trovano le zone residenziali, un ponte levatoio aperto per la navigazione collega le due zone della cittadina. A valle del ponte si trovano le zone industriali e portuali. L'area industriale è una delle più importanti della Norvegia con aziende di diversi settori ed un'intensa attività di esportazione.

## Storia
Porsgrunn nacque come semplice scalo portuale nel XVI secolo, ma la città si sviluppò solo nel XVII secolo con il commercio del legno. Nel 1653 la dogana venne spostata da Skien a Porsgrunn e questo ne aumentò l'importanza commerciale. L'industria manifatturiera si ampliò alla fine del XIX secolo con la costruzione della linea ferroviaria e di diverse fabbriche tra cui una di porcellana. Tra il 1910 e il 1920 si instaurarono delle industrie metallurgiche. Nel 1929 la Norsk Hydro aprì qui un impianto per la produzione di fertilizzanti chimici. Attualmente Porsgrunn è diventato un centro importante per l'istruzione con la costruzione di un politecnico e vari college universitari.

### Simboli
Lo stemma venne concesso il 16 gennaio 1905 e riconfermato il 16 aprile 1964.
Lo scudo è trinciato: nella metà superiore una pianta di mirto di palude (pors in norvegese) è un'arma parlante con riferimento al nome di Porsgrunn; un'ancora simboleggia l'importanza del porto. La banda d'argento rappresenta il fiume che attraversa la città.

## Monumenti e luoghi d'interesse
Il centro storico della cittadina si trova nella parte orientale con numerosi edifici antichi tra i quali il municipio. 
La chiesa di Vestre Porsgrunn risale al 1758, caratteristico l'interno in stile rococo. 
Vi si trova inoltre il das Porsgrunn City Museum che comprende diversi edifici storici della città. La chiesa di Østre Porsgrunn del 1760, opera di Joen Jacobsen venne distrutta da un incendio nel 2011.
Vi sono diversi edifici sottoposti a tutela tra i quali Den gamle tellbod (1790 circa) che ospita una collezione di articoli di porcellana di produzione locale.

## Amministrazione

### Gemellaggi
- Sundsvall